# Abborrtjärnen (Lits socken, Jämtland)
Abborrtjärnen är en sjö i Östersunds kommun i Jämtland och ingår i Indalsälvens huvudavrinningsområde.